# Thomas Rother (Schriftsteller)

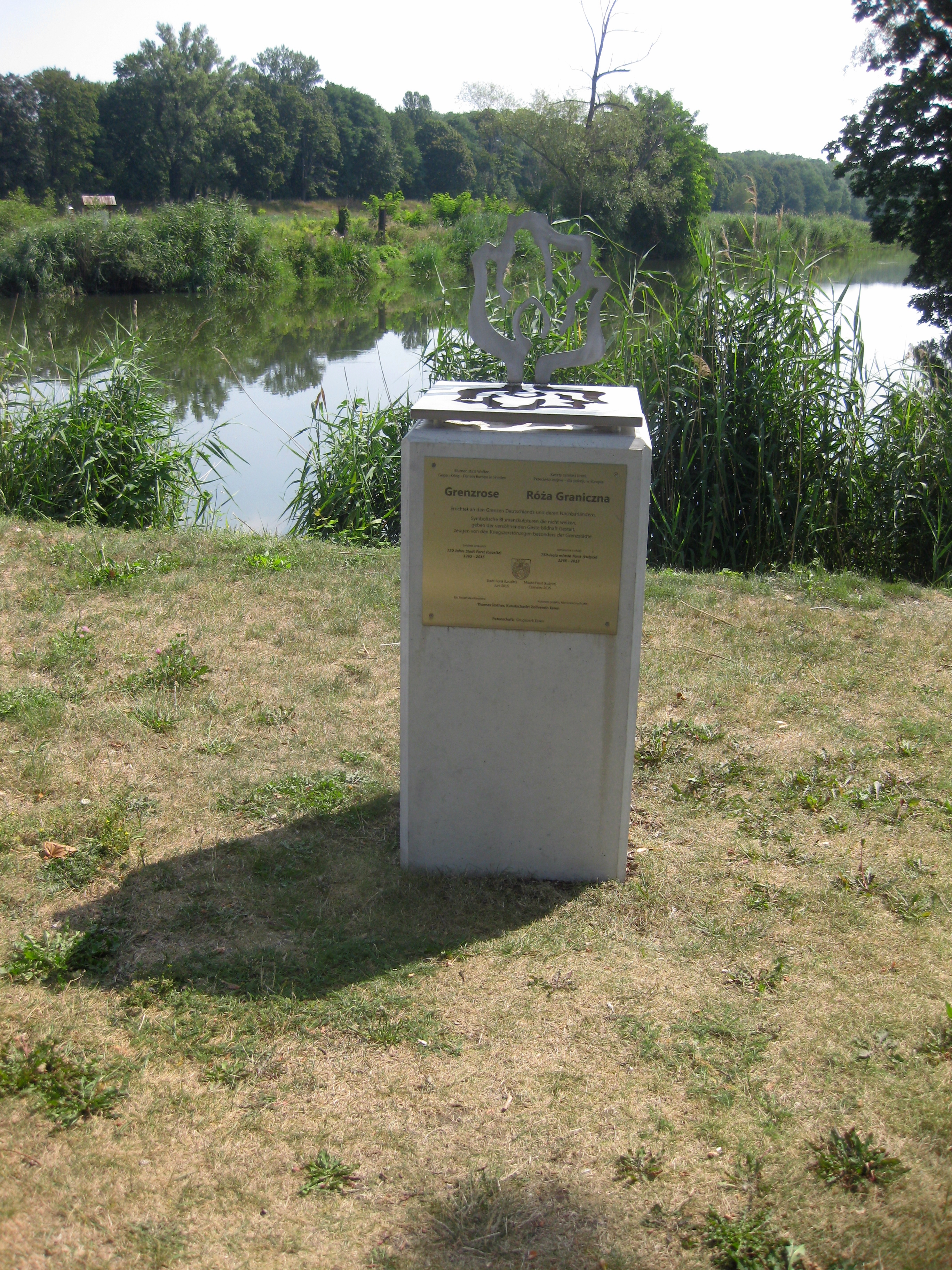
Rosengarten Forst, Grenzrose geschaffen von Thomas Rother an der Südostspitze der Reisigwehrinsel

Thomas Rother (* 6. Mai 1937 in Frankfurt (Oder); † 27. Mai 2023 in Essen) war ein deutscher Schriftsteller und bildender Künstler.

## Leben und Werk
Thomas Rother war der Sohn eines Buchhändlers. Nachdem am Karl-Liebknecht-Gymnasium in Frankfurt (Oder) besucht und sein Abitur gemacht hatte, übersiedelte er 1955 von der DDR in die Bundesrepublik Deutschland. Nach verschiedenen Hilfsarbeiten absolvierte er bis 1958 eine Lehre als Maurer, die er mit der Gesellenprüfung abschloss. Anschließend studierte er von 1959 bis 1961 an der Universität Münster Publizistik, Soziologie und Germanistik. Er machte jedoch keinen Abschluss, sondern wechselte in den Journalismus. Von 1961 bis 1962 war er als Redakteur für die Münsteraner Studierendenzeitung Semesterspiegel tätig. Ab 1962 arbeitete er hauptberuflich als Journalist und gehörte der Essener Redaktion der Westdeutschen Allgemeinen Zeitung an. Ende der 1960er Jahre begann er mit der Veröffentlichung literarischer Werke.
Ab 1981 trat Rother als bildender Künstler mit Skulpturen aus Holz, Stein und Stahl, Installationen und grafischen Arbeiten an die Öffentlichkeit. Seine Werke wurden in zahlreichen Museen des In- und Auslandes ausgestellt. Rother nahm an Bildhauersymposien unter anderem in Düsseldorf, Kiel, Essen, Tokio, Seoul, Paris, Berlin, Arnheim, Brandenburg, Hannover, Salzburg, Köln, London und Bratislava teil. Ab 1981 arbeitete Rother mit deutschen und niederländischen Komponisten für Ausstellungen mit Klangskulpturen aus Holz, Stahl, Tiersehnen und Steinen zusammen. 1982 erhielt Rother einen Lehrauftrag an der Universität Duisburg-Essen. 1984/1985 war er ebenda Gastprofessor und Artist in Residence.
Anfang der 1990er Jahre machte Rother zusammen mit seiner Frau Christa Rother eine alte, heruntergekommene Maschinenhalle von Schacht 1/2/8 auf dem Gelände des stillgelegten Essener Bergwerks Zeche Zollverein zu seinem Wohn- und Arbeitsort. Der „Kunstschacht Katernberg“ oder „Kunstschacht Zollverein“ wurde sein Lebenswerk. Bis kurz vor seinem Tod wohnte Rother hier. Das 1991 eröffnete Montan- und Kunst-Museum wurde von Rother vor allen Angriffen des Zeitgeistes verteidigt. Seit 2000 führte Rohter Projekte für Grenzorte und Grenzräume aus, u. a. für die Oder-Neiße-Region. 2007 unternahm er Kunstprojekte mit Auszubildenden im Stahlwerk ArcelorMittal Eisenhüttenstadt. Unter dem Motto „Blumen statt Waffen“ stellte er 2013 in Forst (Lausitz) neun „Grenzrosen“ auf, die letzte im Ostdeutschen Rosengarten zum 750. Stadtjubiläum. 2013 und 2014 gab es Kunstprojekte mit Auszubildenden im Badischen Stahlwerk Kehl.
Rother war Verfasser von Romanen, Erzählungen, Reportagen, Märchen, Sachbüchern, Gedichten und Liedertexten. Er war Mitglied des Verbandes Deutscher Schriftsteller.
Er war seit 1964 mit Lehrerin Christa Sommer verheiratet. Das Ehepaar hatte zwei Kinder. 
Thomas Rother starb am 27. Mai 2023 in Essen.

## Auszeichnungen
- 1981 – Luise-Rinser-Preis für seinen Roman „Das plötzliche Verstummen des Wilhelm W.“[3]
- 1990 – Arbeitsstipendium der Alfred und Cläre Pott-Stiftung
- 1990–1992 – Atelierstipendium der Sutter-Gruppe in Essen; hier erfindet er den „Kunstkäfig“
- 1995 – Kulturpreis der Evangelischen Kirche im Rheinland für die Ausstellung „Ost – gefangenen und gezwungen – Zwangsarbeit in Deutschland 1933-1945“ über Zwangsarbeiter und Kriegsgefangene in Deutschland
- 1995 – 1. Preis im Wettbewerb Ökologie und Kunst des Öko-Zentrum NRW Hamm
- 2000 – Atelierstipendium im „Kunstkäfig“ der Sutter-Gruppe
- 2004/2005 – Artist in Residence der Backfabrik, Berlin

## Werke (Auswahl)
- Arschleder zwickt, Piscator-Verlag, Mülheim (Ruhr) 1968 (Sammlung von Bergarbeiterliedern und Gedichten zur Bergbaukrise im Ruhrgebiet)
- Teufelszacken, L. Schwann Verlag, Düsseldorf 1971 (Lyrik- und Kurzprosa)
- Für eine andere Deutschstunde, Anneliese Althoff (Hrsg.), Asso-Verlag, Oberhausen 1972, ISBN 978-3-921541-31-9
- Schwarze Solidarität, Kämpferische Bergarbeiterdichtung, 1974
- Wenn der Krummstab blüht, Essen 1976 (Legenden, Sagen und Märchen aus dem Ruhrgebiet)
- Die Stunden mit dir. Texte für junge Leute, 1976
- Morgen beginnt mein Leben. Texte für junge Leute, 1976
- Pong, Hamburg 1977 (zusammen mit Rainer Goernemann) (Kinderstück über die Überwindung von Einsamkeit durch Freundschaft)
- Ich singe gegen die Angst, 1979
- Widerstand und Verfolgung in Essen 1933–1945, Essen 1980
- Das plötzliche Verstummen des Wilhelm W., Bern [u. a.] 1981 (Thematisierung des Verlusts der Sprechfähigkeit durch Schlaganfall und deren Wiedergewinnung aus eigenem Erleben)
- Erde – mein Mutter- und mein Vaterland, Essen 1983
- Essen – eine Großstadt im Jahr des Unheils, Mit einer Dokumentation des Jahres 1933 von Theo Gaudig, Hans Lomberg, Benno Reicher und Dr. Ernst Schmidt. Verlag Beleke, Essen 1983
- Ohne Glied geboren, Essen 1985 (Erzählungen)
- Zauberworte, Essen 1988 (Märchen)
- Muttersuche, Wien [u. a.] 1990 (Roman)
- Untermenschen, Obermenschen, Essen 1994 (Reportage-Roman)
- Gründer & Erben, Bottrop [u. a.] 1998 (Biografien)
- Die Krupps. Durch fünf Generationen Stahl, Frankfurt am Main [u. a.] 2001
- Die Thyssens, Frankfurt [u. a.] 2003 ISBN 978-3-404-61571-1
- Alfred – ein Urgestein, das aus der Kälte kam in Ruhrgebietchen – was deine Kinder an dir lieben und was nicht. Verlag Henselowsky Boschmann, Bottrop 2018. ISBN 978-3-942094-80-1

## Herausgeberschaft
- Schrauben haben Rechtsgewinde, mit einer „Gebrauchsanweisung“ von Günter Wallraff, Düsseldorf 1971 – literarische Ergebnisse des Werkkreises Literatur der Arbeitswelt des Ruhrgebietes
- Bombenstimmung, Essen 1983
- Die Mildtätigkeit der Zwerge, Essen 1984
- Toffte Kumpel, Essen 1984
- Alles paletti, Essen 1985
- Als die Pille in die Emscher flog, Essen 1985
- Grenzüberschreitung ..., Marl 1985

## Ausstellungskataloge
- Thomas Rother, Objekte • Klangobjekte • Steinbewahrungen • Projekte • Zeichnungen, Essen 1983
- Thomas Rother, Holzobjekte auf dem Moltkeplatz und neue Arbeiten, Essen 1985
- Thomas Rother, großer Bogen und andere Geräte, Objekte, Bildobjekte, Zeichnungen, Entwürfe, St. Wendel 1990